# Anne Franks dagbok
Anne Franks dagbok (nederländska originalets titel: Het Achterhuis ("Gårdshuset")) är en bok baserad på en dagbok skriven på nederländska av den judiska flickan Anne Frank. Frank förde dagbok i två år, när hon var gömd med sin familj i Amsterdam under den nazistiska ockupationen av Nederländerna. Familjen greps 1944 och Anne Frank dog av tyfus i koncentrationslägret Bergen-Belsen i februari eller i mars 1945. Efter kriget mottog Annes far Otto dagboken från en vän till familjen som hade tagit hand om den när familjen deporterades. Otto Frank var den ende överlevande i familjen. Dagboken har publicerats på mer än 60 olika språk.
Dagboken publicerades först under titeln Het Achterhuis: Dagboekbrieven van 12 Juni 1942 – 1 Augustus 1944 ("Gårdshuset: Dagbok 12 juni 1942 – 1 augusti 1944") genom Contact Publishing i Amsterdam 25 juni 1947. Den mottog omfattande kritisk och populär uppmärksamhet vid utgivandet av den engelska översättningen Anne Frank: The Diary of a Young Girl av Doubleday & Company (USA) och Valentine Mitchell (Storbritannien) 1952. Dess popularitet inspirerade 1955 till pjäsen The Diary of Anne Frank av manusförfattarna Frances Goodrich och Albert Hackett, som de senare anpassade för 1959 års filmversion. Teaterversionen har även spelats på ett antal svenska teaterscener genom åren under dess svenska titel.
Boken finns med på listan över århundradets 100 böcker enligt Le Monde.

## Filmatiseringar
- 1959 - Anne Franks dagbok, amerikansk film i regi av George Stevens, med Millie Perkins som Anne Frank.
- 2001 - Anne Frank: The Whole Story, amerikansk-tjeckisk TV-film med Hannah Taylor-Gordon som Anne Frank.
- 2009 - The Diary of Anne Frank, miniserie producerad av BBC, med Ellie Kendrick som Anne Frank.